# Schistostoma nigrescens
Schistostoma nigrescens är en tvåvingeart som beskrevs av Becker 1907. Schistostoma nigrescens ingår i släktet Schistostoma och familjen styltflugor. Inga underarter finns listade i Catalogue of Life.